# 伊達政宗の乱
伊達政宗の乱（だてまさむねのらん）は、室町時代の応永7年（1400年）から陸奥国を主戦場として出羽国、武蔵国などで行われた合戦。

## 概要
関東公方足利満兼が実弟の篠川・稲川両公方を奥州に下向させ、奥羽支配を強めようとしたことに端を発する伊達政宗による鎌倉府への反乱。

## 経緯
元中9年（1392年）奥州管領職は廃止され、吉良・畠山・斯波・石塔ら奥州四管領に代わり奥羽両国は鎌倉府の管国に加えられた。
応永5年（1398年）将軍足利義満は奥州探題に大崎詮持に任じ奥州への影響力を強める。翌応永6年（1399年）鎌倉府は室町幕府に対抗し、奥州支配強化のために足利満直を篠川御所、足利満貞を稲川御所として下向させ、白河に奥羽諸侯を集め両公に従い領土割譲を要求した。
応永7年（1400年）3月伊達政宗は要求に反発し大崎、斯波両氏と共に無断で帰国した。この行動に対して鎌倉府は結城満朝を仕向け大崎詮持を瀬ヶ崎で謀殺。大崎満詮は瀬ヶ崎から田村の大越まで逃れたが自刃に追い込まれた。政宗は結城満朝から米沢まで逃げた。伊達政宗の討伐の為、新田岩松氏を大将とした軍を起すも岩松満純は伊達西根長蔵の要害を攻撃したが敗北した。
同年5月関東管領上杉氏憲を総大将とした28万騎の鎌倉府の大軍が伊達氏の一族長倉入道の籠る赤館を攻撃したが大敗。鎌倉府の軍は将の一人勅使河原兼貞を生け捕りにされた。しかし、鎌倉府は日ごとに兵を増やし、9月伊達政宗が降伏する構えで停戦した。
応永9年（1402年）鎌倉府は出羽国の諸氏（最上氏・白鳥氏・寒河江氏・左沢氏など）に伊達氏の陸奥国苅田城を包囲させる。

## 結果
幕府は、伊達氏・大崎氏の忠勤に計らい政宗に美濃国の一部、若木・吉家、越後国梶原わたり半分、大崎氏には若狭国くらみのを賜った。この論功の背景には同時期に起きた応永の乱が関わっており、足利義満を大内義弘と挟撃するべく準備をしていた足利満兼は、北に対応することを余儀なくされ上杉氏憲に上洛を引き留められて断念している。
伊達氏と斯波氏は足利義満とは縁戚関係にあり、元々連絡を取り合って行動をしていた。こうした鎌倉府を無視し室町幕府と直接の主従関係を結ぶ動きは東国全体に広がり京都扶持衆へと発展する。白河結城文書によると独立行動を抑制しようと鎌倉府は応永11年（1404年）7月奥羽諸侯に両公方を推戴することを連署させている。しかし、伊達、斯波、畠山ら大名はこれに応じず伊達持宗の乱、上杉禅秀の乱など鎌倉府への反乱は加速して行くこととなる。

## 乱と南朝との関係
この戦争の際に「応永9年壬午　正月晦、高田の宮殿謀叛起す、次の年正月晦日卯刻自害ス」〔ママ〕との記述がある。高田の宮殿とは奥羽百座の一つ伊佐須美神社の神主の事であり会津風土記でも歴代渡邊氏とあるように本来南朝とは関係がない。しかし、これを南朝の落胤とし、南朝の蜂起を煽ったと俗に推察されている。